# Bulletin, Société pour l'Échange des Plantes Vasculaires de l'Europe Occidentale et du Bassin Méditerranéen
Bulletin, Société pour l'Échange des Plantes Vasculaires de l'Europe Occidentale et du Bassin Méditerranéen (abreviado Bull. Soc. Échange Pl. Vasc. Eur. Occid. Bassin Médit.) es una revista con ilustraciones y descripciones botánicas que es editada en Francia desde el año 1972 hasta ahora. Fue precedida por Bulletin, Société Française pour l'Échange des Plantes Vasculaires.